# Isola Yap
Isola Yap è uno dei due distretti dello stato di Yap, degli Stati Federati di Micronesia. Conta 7 731 abitanti (2008).

## Municipalità
1. Colonia (2.089 ab./2008)
2. Dalipebinaw (937 ab./2008)
3. Fanif (599 ab./2008)
4. Gagil (739 ab./2008)
5. Gilman (266 ab./2008)
6. Kanifay (270 ab./2008)
7. Maap (633 ab./2008)
8. Rumung (149 ab./2008)
9. Tomil (1.137 ab./2008)
10. Weloy (1.054 ab./2008)